# Sint-Jacobskerk (Urtijëi)

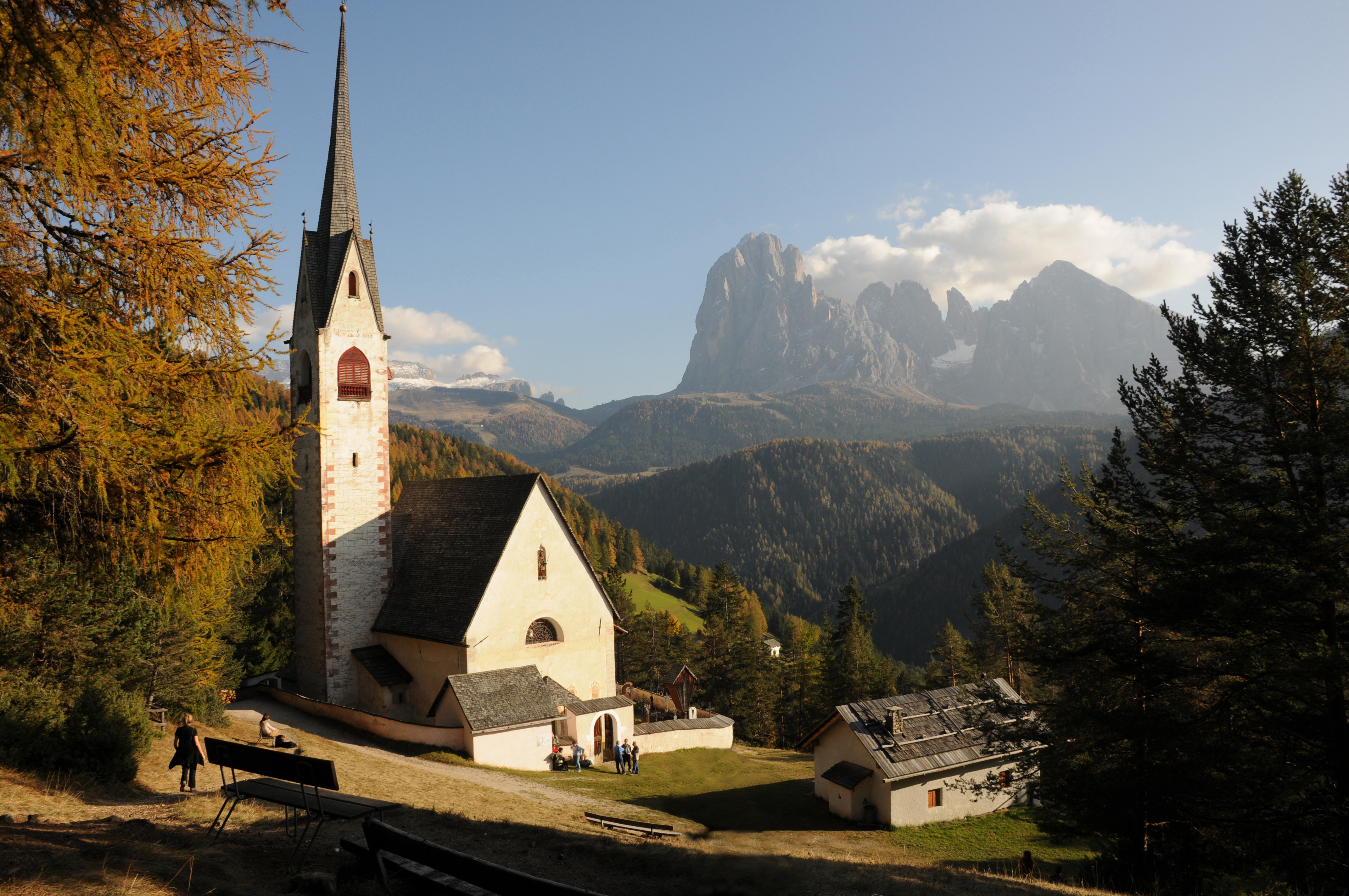
De Sint-Jacobskerk gelegen in de vallei Gherdëina

De Sint-Jacobskerk is een kerk in Urtijëi in de Italiaanse autonome provincie Zuid-Tirol.
De kerk is gelegen aan de oude hoogteweg Troi Paiàn. De kerk is gewijd aan Sint-Jacob, de beschermheilige van de pelgrims en wandelaars.
De kerk heeft diverse fresco's uit de 15e eeuw.

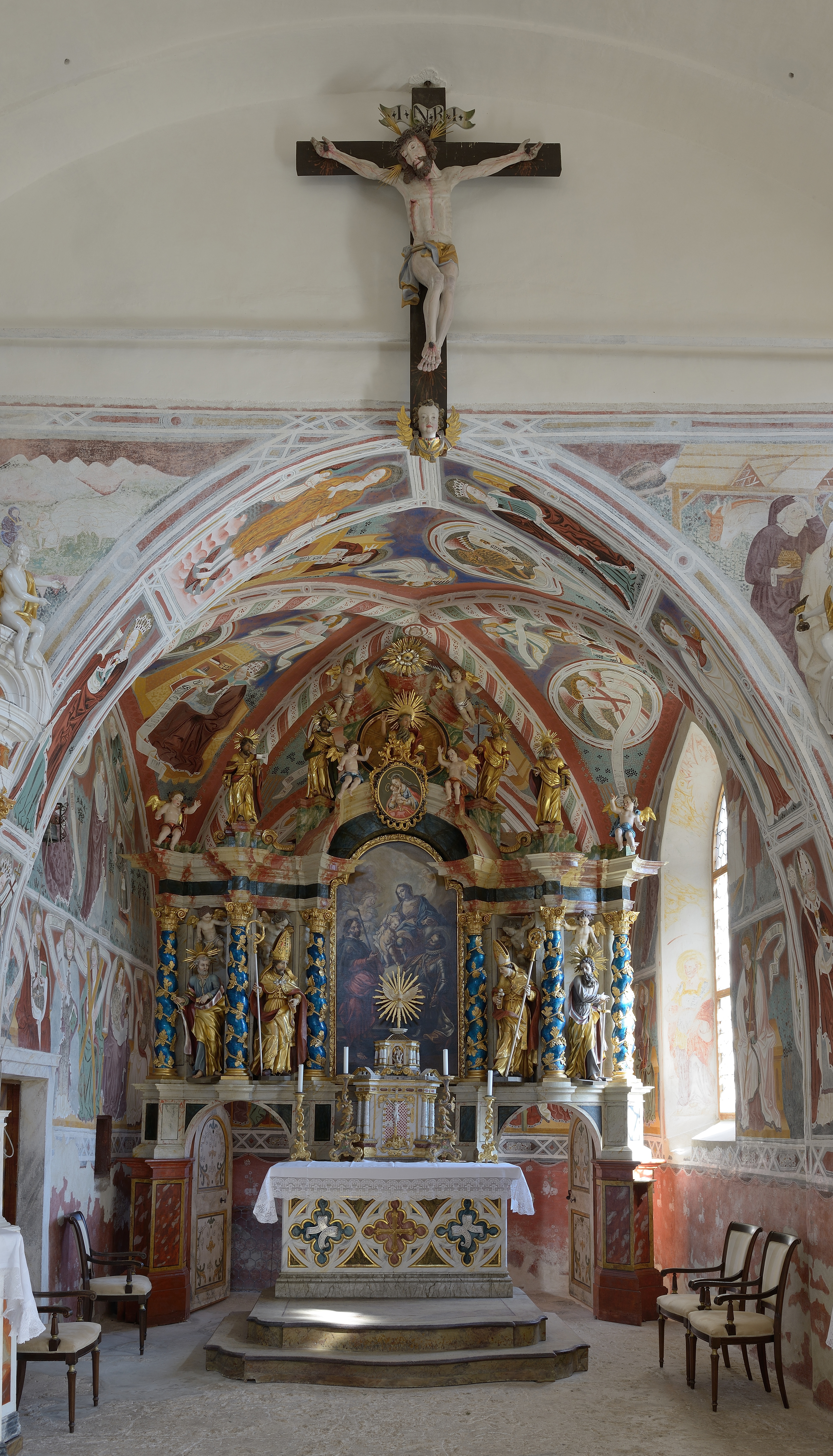
Het altaar
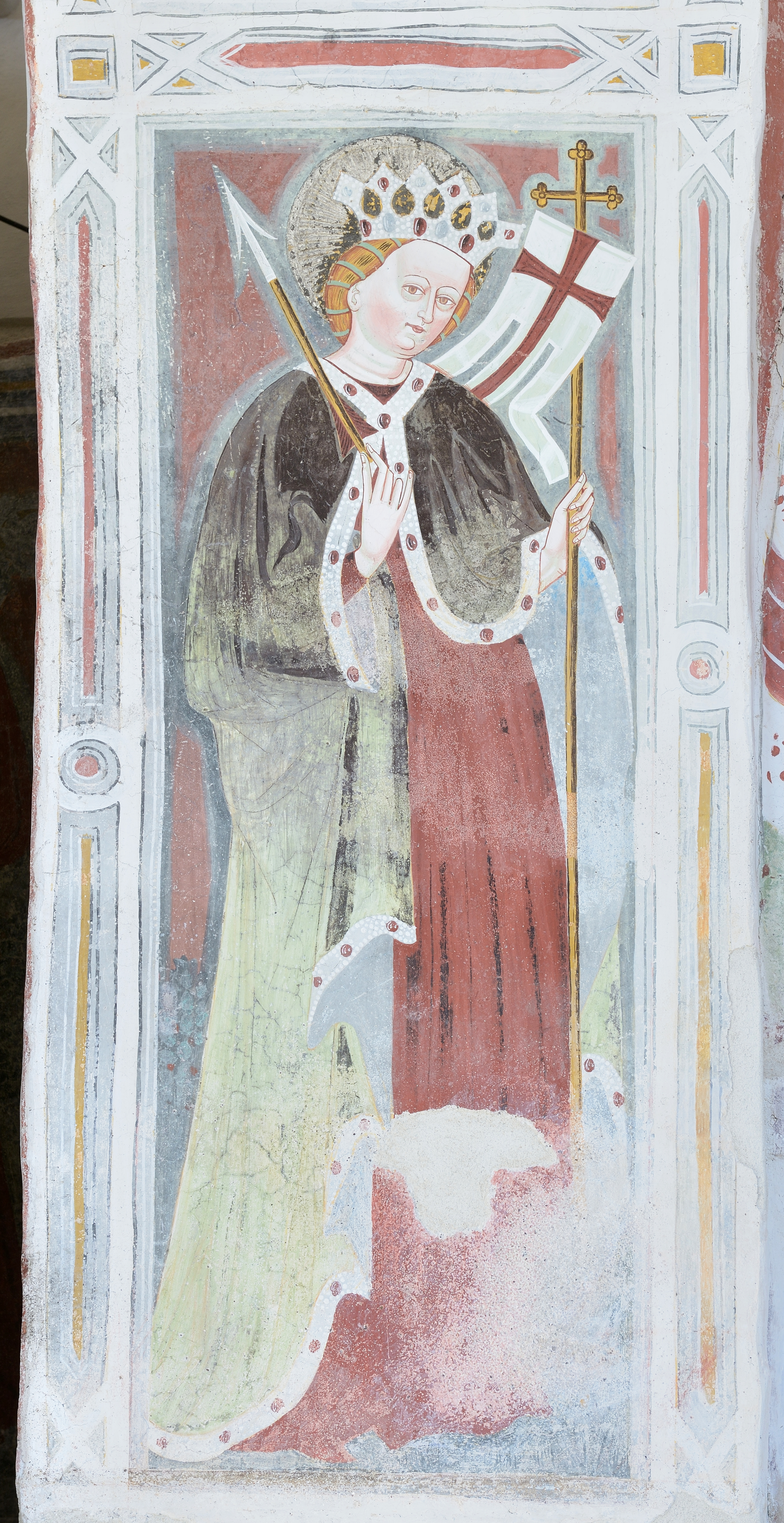
Ursula van Keulen
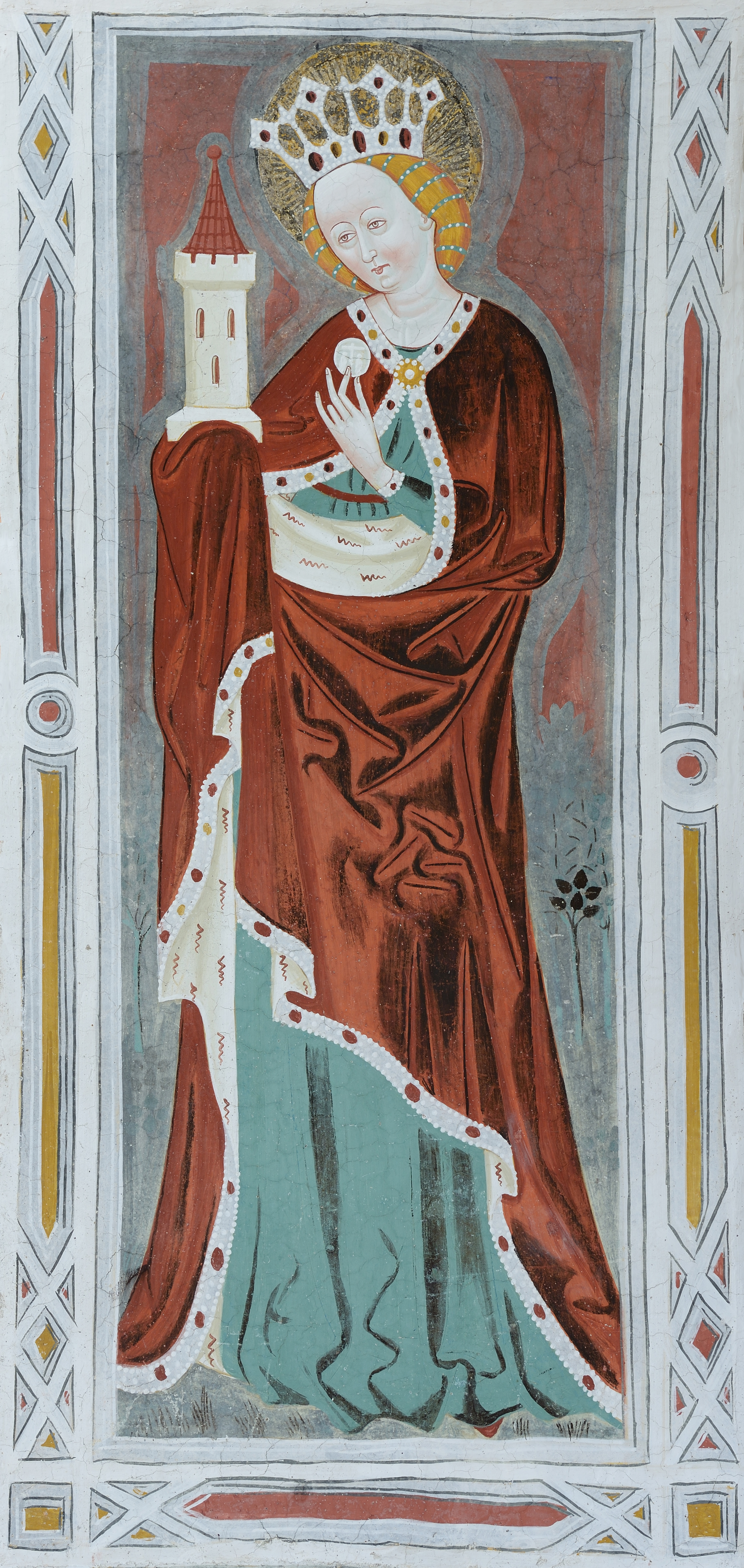
Barbara van Nicomedië
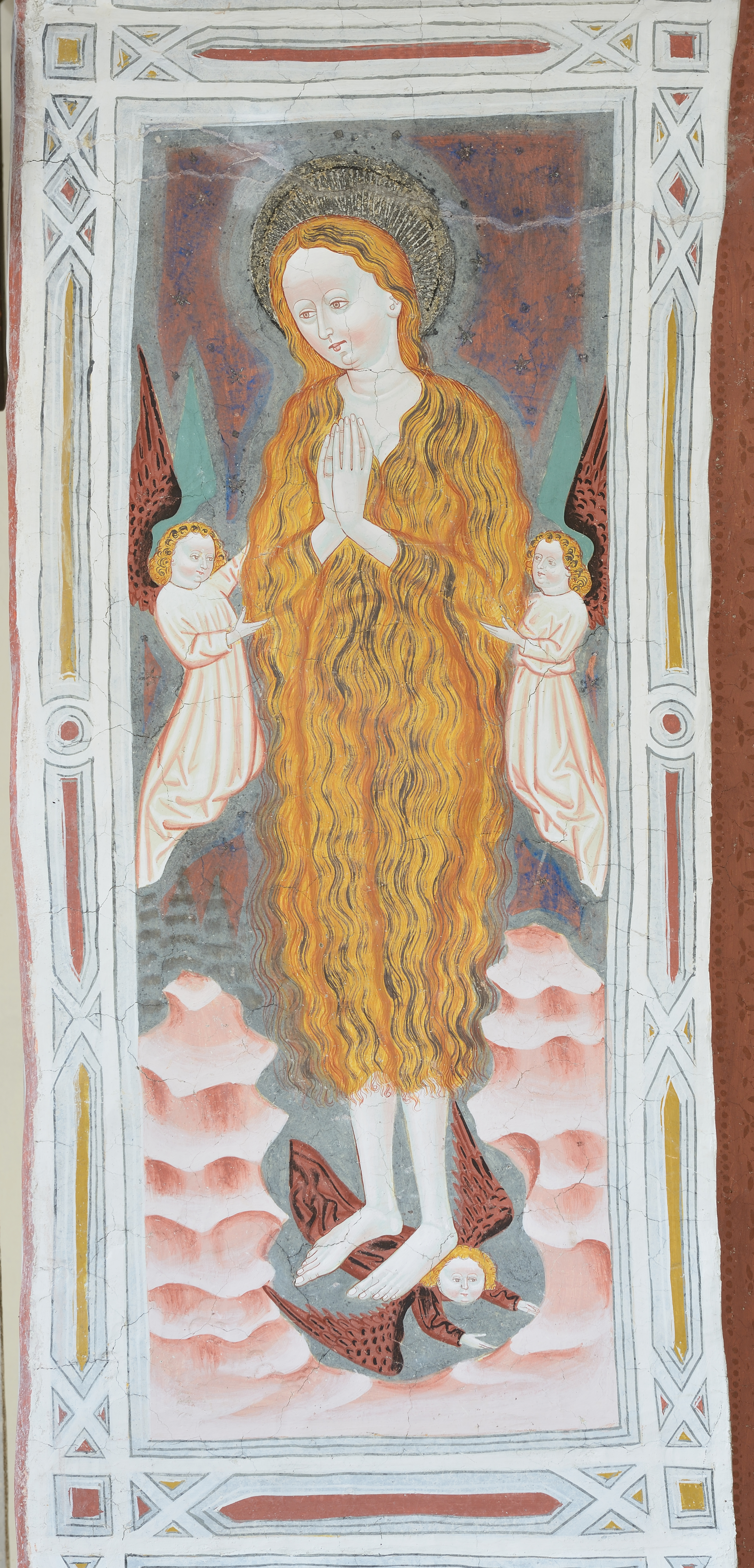
Maria Magdalena
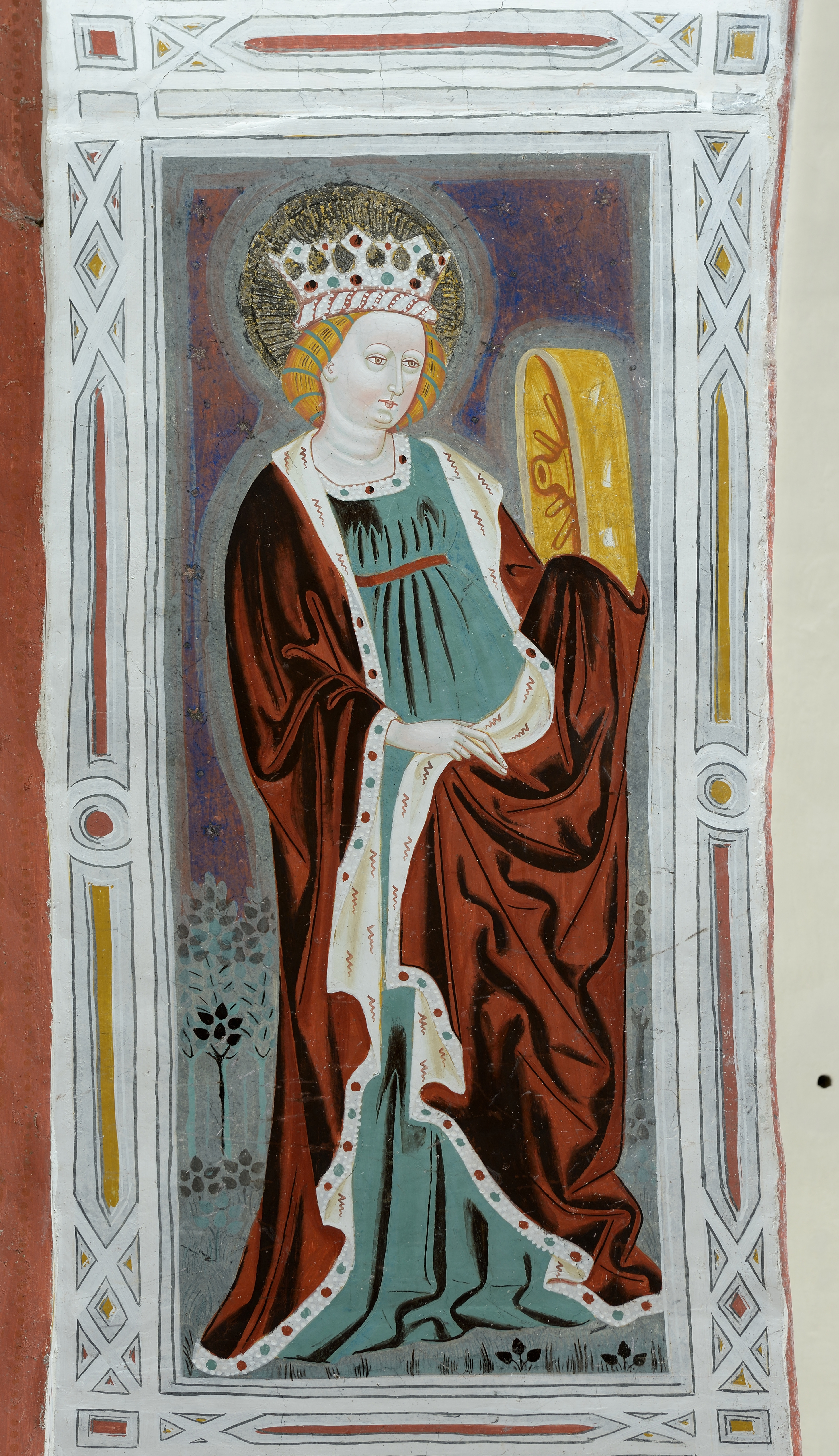
Catharina van Alexandrië
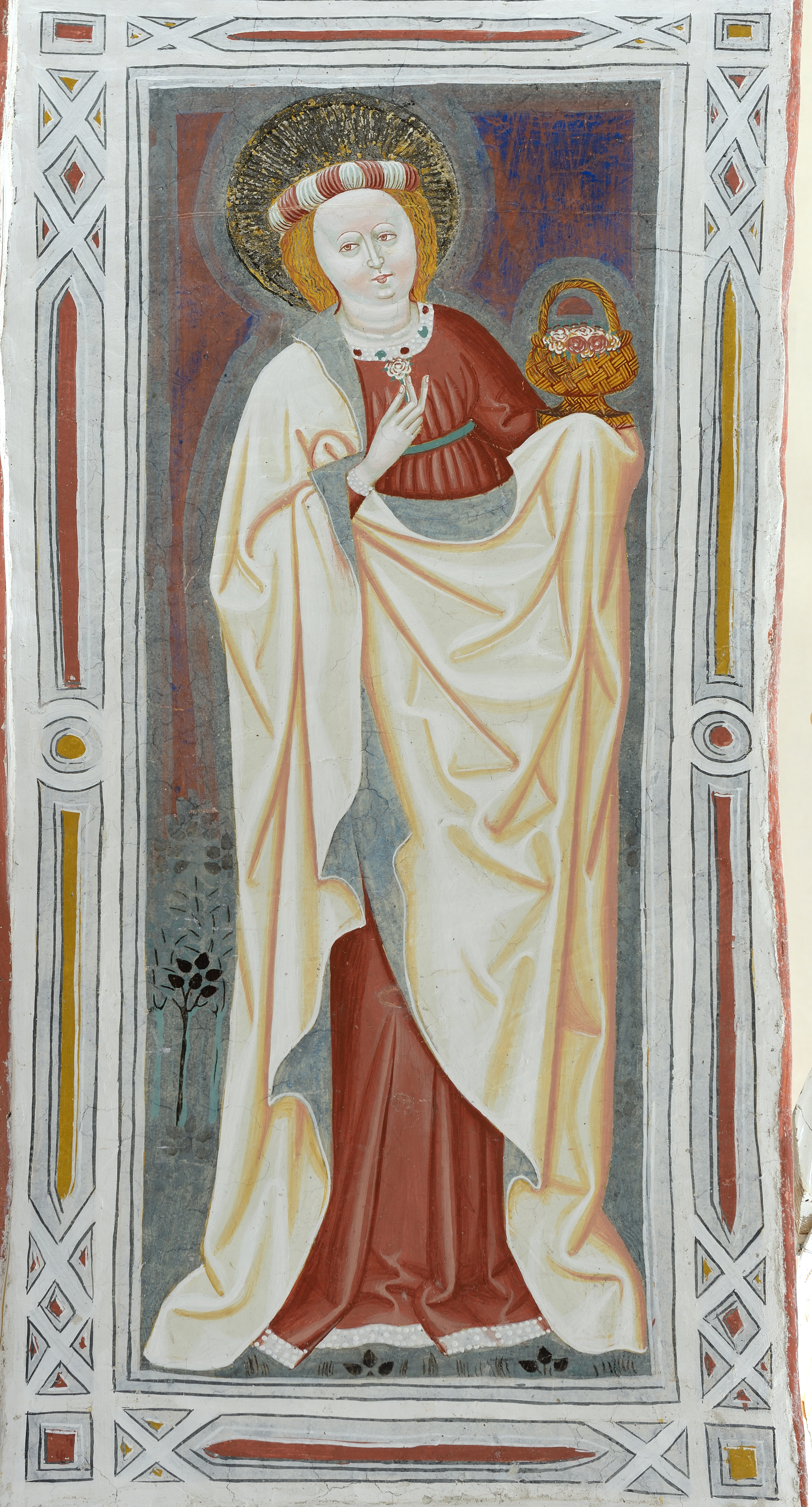
Dorothea van Cappadocië
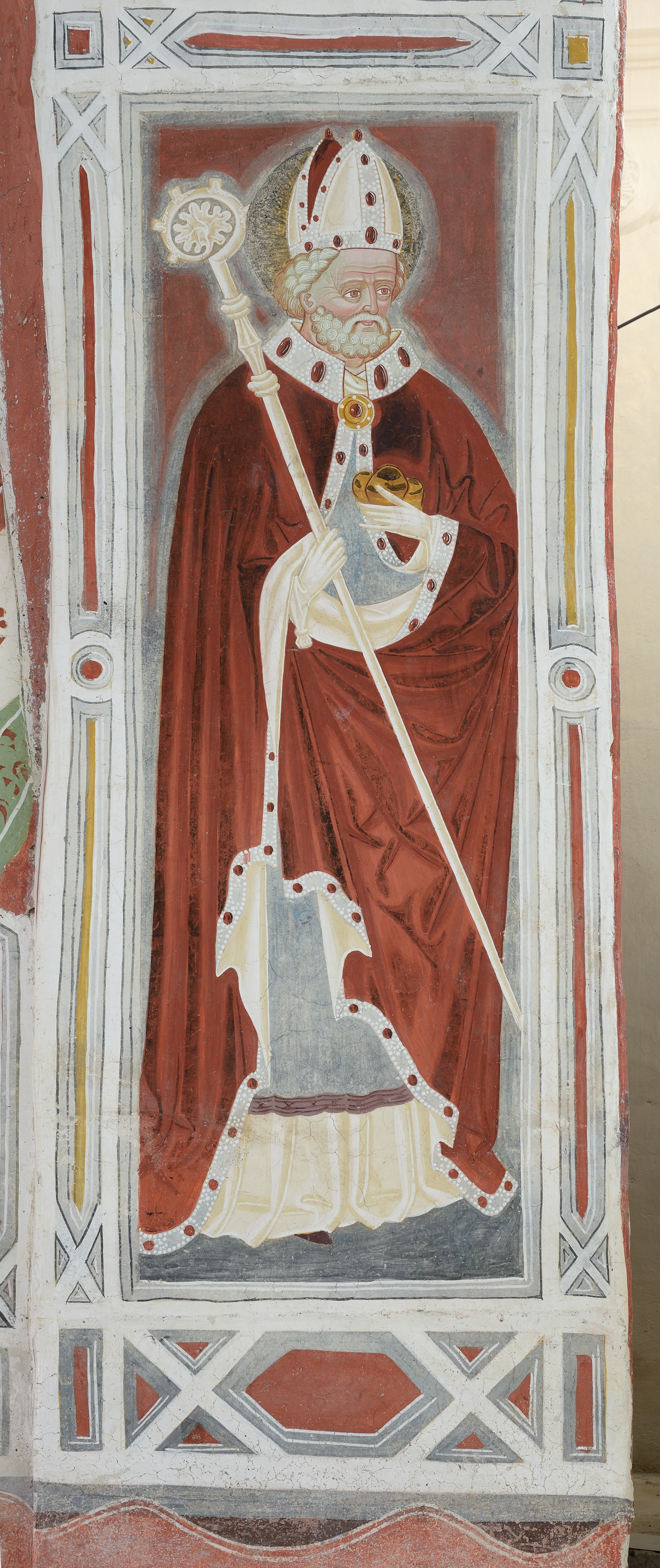
Nicolaas van Myra